# WKBL 3x3 트리플잼
WKBL 3x3 트리플잼은 한국여자농구연맹이 주최하는 비시즌 이벤트성 대회로, 한국여자프로농구의 6개 구단이 참가하는 3x3 농구 대회이다.

## 개요
한국여자농구연맹은 3x3 농구가 2018년 자카르타 아시안게임 및 2020년 도쿄 올림픽 정식 정식 종목으로 채택되면서 2017년 8월에 프로농구 최초로 이를 위한 이벤트인 3X3 트리플 잼을 마련했다. 3X3 트리플 잼은 비시즌 기간 동안 팬들에게 여자농구를 더 알리기 위해 진행하는 이벤트성 대회이지만 올림픽 정식종목으로 채택된 3X3 농구 대회를 통해 전문 선수 인프라를 확대하는 목적으로도 진행되고 있다.
3X3 트리플 잼에는 현역선수들로 구성된 한국여자프로농구의 6개 구단이 참가한다. 실업팀과 일반인팀, 해외팀들 또한 초청되어 참가한다. 참가인원은 각 팀별로 4명이며 대회 당일 본 대회 뿐만 아니라 2점슛 콘테스트 등 다양한 볼 거리를 제공한다.

## 대회 목적
- 한국여자프로농구의 비시즌 기간을 활용하여 팬들을 직접 찾아가서 여자농구를 알릴 수 있는 대회 진행
- 올림픽 정식 종목으로 채택된 3X3 농구 대회를 통해 올림픽을 준비하고 여자 3X3 전문 선수 인프라를 확장하는 목적
- 프로에서 은퇴한 선수 지원 프로그램 일환
- 농구와 음악, 각종 디자인을 콜라보 하여 새로운 문화를 창출 할 수 있는 기회

## 대회 방식
- 예선 진행
- 조별 풀 리그를 통해 상위 2개팀 선별(1,2위)
- 조별 3경기 / 총 6경기 운영

- 4강 토너먼트 및 결승전
- 4강 토너먼트 : A조 1위 vs B조 2위 / B조 1위 vs A조 2위
- 결승 경기 : 4강 승리 팀

## 경기 규칙
경기 시간이 10분이고, 21점을 먼저 넣으면 남은 시간과 관계없이 종료된다. 2점슛은 1점, 3점슛은 2점이고, 자유투는 1점짜리 1개만 주어진다. 선수 4명 중 3명이 뛰고, 감독·코치 없이 선수들만으로 경기를 운영한다. 작전시간은 30초짜리 한 번이 주어진다.
- FIBA 3X3 규칙 적용
- 팀 별 선수 4명 구성(3명 출전, 1명 교체선수)
- 코트규격 : 11m X 15m
- 경기 시간 : 총 10분(21점 달성시 경기 종료 / 연장 2점 먼저 넣은 팀 승리)
- 슛 제한시간 : 12초
- 득점 : 1점, 2점으로 구성
- 득점 후 휴식없이 경기 진행

## 역대 대회 상금
| 구분     | 우승        | 준우승     | (공동) 3위    | 2점슛 콘테스트 우승자 | MVP        |
| -------- | ----------- | ---------- | ------------- | --------------------- | ---------- |
| 2023     | ₩10,000,000 | ₩5,000,000 | 각 ₩1,500,000 | ₩1,000,000            | ₩1,000,000 |
| 2022 1차 | \2,500,000  | \1,500,000 | -             | \1,000,000            | \1,000,000 |
| 2021 2차 | \6,000,000  | \4,000,000 | -             | \1,000,000            | \1,000,000 |
| 2021 1차 | \4,000,000  | \2,000,000 | -             | \1,000,000            | \1,000,000 |
| 2020 3차 | \8,000,000  | \5,000,000 | 각 \1,500,000 | \1,000,000            | \1,000,000 |
| 2020 2차 | \2,500,000  | \1,500,000 | -             | \1,000,000            | \1,000,000 |
| 2020 1차 | \2,500,000  | \1,500,000 | -             | \1,000,000            | \1,000,000 |
| 2019 4차 | \5,000,000  | \3,000,000 | -             | \1,000,000            | \1,000,000 |
| 2019 3차 | \3,000,000  | \2,000,000 | 각 \500,000   | \1,000,000            | \1,000,000 |
| 2019 2차 | \3,000,000  | \2,000,000 | 각 \500,000   | \1,000,000            | \1,000,000 |
| 2019 1차 | \3,000,000  | \2,000,000 | \1,000,000    | \1,000,000            | \1,000,000 |
| 2018     | \6,192,500  | \3,715,500 | 각 \500,000   | \1,238,500            | \1,238,500 |
| 2017     | \3,000,000  | -          | -             | \1,000,000            | -          |

## 역대 대회 결과
| 구분                                                                                 | 대회장소                            | 대회일정                    | 참가팀                                                                                               | 우승                   | 준우승               | MVP                             | 2점슛 콘테스트 우승  |
| ------------------------------------------------------------------------------------ | ----------------------------------- | --------------------------- | --- | ---------------------- | -------------------- | ------------------------------- | -------------------- |
| 2024년                                                                               | 스타필드 고양 센트럴아트리움        | 6월 29일(토) ~ 6월 30일(일) | - | -                      | -                    | -                               | -                    |
| 2023년                                                                               | 서울 영등포 타임스퀘어 아트리움 1층 | 6월 24일(토) ~ 6월 25일(일) | WKBL 6개 구단                                                                                        | 도요타 안텔롭스 (일본) | 슛잇 드래곤즈 (태국) | 치나츠 유메키 (도요타 안텔롭스) | 고나연 (신한은행)    |
| 2023년                                                                               | 서울 영등포 타임스퀘어 아트리움 1층 | 6월 24일(토) ~ 6월 25일(일) | 대한민국 3x3 여자농구 대표팀                                                                         | 도요타 안텔롭스 (일본) | 슛잇 드래곤즈 (태국) | 치나츠 유메키 (도요타 안텔롭스) | 고나연 (신한은행)    |
| 2023년                                                                               | 서울 영등포 타임스퀘어 아트리움 1층 | 6월 24일(토) ~ 6월 25일(일) | 해외 6개팀 (일본 도요타 안텔롭스, 윌, 주스 / 싱가포르 점프샷 / 태국 슛잇 드래곤즈 / 필리핀 타이탄즈) | 도요타 안텔롭스 (일본) | 슛잇 드래곤즈 (태국) | 치나츠 유메키 (도요타 안텔롭스) | 고나연 (신한은행)    |
| 2022년                                                                               | 서울 장충체육관                     | 4월 23일(토)                | WKBL 5개 구단 (BNK 썸 제외)                                                                          | 하나원큐               | 삼성생명             | 김하나 (하나원큐)               | 이혜주 (KB스타즈)    |
| 2021년 (2차 대회)                                                                    | 청주 청주체육관                     | 12월 24일(금)               | WKBL 6개 구단                                                                                        | 삼성생명               | 하나원큐             | 최서연 (삼성생명)               | 임규리 (삼성생명)    |
| 2021년 (1차 대회)                                                                    | 서울 장충체육관                     | 8월 28일(토)                | WKBL 6개 구단                                                                                        | BNK 썸                 | 하나원큐             | 김지은 (BNK 썸)                 | 김미연 (하나원큐)    |
| 2020년 (3차 대회)                                                                    | 인천 하나글로벌캠퍼스 실내 체육관   | 11월 8일(일)                | WKBL 6개 구단                                                                                        | 하나원큐               | 신한은행             | 김지영 (하나원큐)               | 강유림 (하나원큐)    |
| 2020년 (2차 대회)                                                                    | 인천 하나글로벌캠퍼스 실내 체육관   | 7월 25일(토) ~ 26일(일)     | WKBL 6개 구단                                                                                        | 삼성생명               | KB스타즈             | 안주연 (삼성생명)               | 안주연 (삼성생명)    |
| 2020년 (2차 대회)                                                                    | 인천 하나글로벌캠퍼스 실내 체육관   | 7월 25일(토) ~ 26일(일)     | 실업팀 1개 팀 (대구시청)                                                                             | 삼성생명               | KB스타즈             | 안주연 (삼성생명)               | 안주연 (삼성생명)    |
| 2020년 (2차 대회)                                                                    | 인천 하나글로벌캠퍼스 실내 체육관   | 7월 25일(토) ~ 26일(일)     | 초청팀 1개 팀 (엑시온)                                                                               | 삼성생명               | KB스타즈             | 안주연 (삼성생명)               | 안주연 (삼성생명)    |
| 2020년 (1차 대회)                                                                    | 인천 하나글로벌캠퍼스 실내 체육관   | 6월 20일(토) ~ 21일(일)     | WKBL 6개 구단                                                                                        | 우리은행               | 대구시청             | 나윤정 (우리은행)               | 나윤정 (우리은행)    |
| 2020년 (1차 대회)                                                                    | 인천 하나글로벌캠퍼스 실내 체육관   | 6월 20일(토) ~ 21일(일)     | 실업팀 1개 팀 (대구시청)                                                                             | 우리은행               | 대구시청             | 나윤정 (우리은행)               | 나윤정 (우리은행)    |
| 2020년 (1차 대회)                                                                    | 인천 하나글로벌캠퍼스 실내 체육관   | 6월 20일(토) ~ 21일(일)     | 초청팀 1개 팀 (엑시온)                                                                               | 우리은행               | 대구시청             | 나윤정 (우리은행)               | 나윤정 (우리은행)    |
| 2019년 (4차 대회)                                                                    | 고양 스타필드                       | 9월 28일(토) ~ 29일(일)     | WKBL 6개 구단                                                                                        | 삼성생명               | KB스타즈             | 최정민 (삼성생명)               | 김지은 (BNK 썸)      |
| 2019년 (4차 대회)                                                                    | 고양 스타필드                       | 9월 28일(토) ~ 29일(일)     | 해외 2개 팀 (대만 케세이라이프, 뉴질랜드 3X3 대표팀)                                                 | 삼성생명               | KB스타즈             | 최정민 (삼성생명)               | 김지은 (BNK 썸)      |
| 2019년 (3차 대회)                                                                    | 하남 스타필드                       | 8월 4일(일)                 | WKBL 6개 구단                                                                                        | 신한은행               | BNK 썸               | 김연희 (신한은행)               | 최규희 (우리은행)    |
| 2019년 (2차 대회)                                                                    | 하남 스타필드                       | 7월 20일(토) ~ 21일(일)     | WKBL 5개 구단 (KB스타즈 제외)                                                                        | KEB 하나은행           | BNK 썸               | 김지영 (KEB 하나은행)           | 김경희 (켈미)        |
| 2019년 (2차 대회)                                                                    | 하남 스타필드                       | 7월 20일(토) ~ 21일(일)     | 스폰서 3개 팀 (이온워터, 켈미, KBS N)                                                                | KEB 하나은행           | BNK 썸               | 김지영 (KEB 하나은행)           | 김경희 (켈미)        |
| 2019년 (1차 대회)                                                                    | 하남 스타필드                       | 5월 25일(토) ~ 26일(일)     | WKBL 6개 구단                                                                                        | KEB 하나은행           | 우리은행             | 김민경 (KEB 하나은행)           | 김은경 (이온워터)    |
| 2019년 (1차 대회)                                                                    | 하남 스타필드                       | 5월 25일(토) ~ 26일(일)     | 스폰서 3개 팀 (이온워터, 켈미, KBS N)                                                                | KEB 하나은행           | 우리은행             | 김민경 (KEB 하나은행)           | 김은경 (이온워터)    |
| 2018년                                                                               | 고양 스타필드                       | 10월 13일(토) ~ 14일(일)    | WKBL 4개 구단 (삼성생명, 우리은행, KB스타즈, 팀 WKBL)                                                | 리작 (일본)            | 도쿄다임 (일본)      | 마이 이시카와 (리작)            | 정유진 (팀 WKBL)     |
| 2018년                                                                               | 고양 스타필드                       | 10월 13일(토) ~ 14일(일)    | 일본 3개 팀 (파비우스 도쿄다임, 리작, 세카이에)                                                      | 리작 (일본)            | 도쿄다임 (일본)      | 마이 이시카와 (리작)            | 정유진 (팀 WKBL)     |
| 2018년                                                                               | 고양 스타필드                       | 10월 13일(토) ~ 14일(일)    | 중국 2개 팀 (웨이샤오, 산둥)                                                                         | 리작 (일본)            | 도쿄다임 (일본)      | 마이 이시카와 (리작)            | 정유진 (팀 WKBL)     |
| 2017년                                                                               | 서울 반포한강공원 예빛섬(야외)      | 8월 13일(일)                | WKBL 6개 구단                                                                                        | KDB생명                | 삼성생명             |                                 | 강이슬 (KEB하나은행) |
| 2018 아시안게임 및 2020 도쿄올림픽 정식 종목 채택 이후, 프로농구 최초로 3X3대회 개최 |                                     |                             | |                        |                      |                                 |                      |

## 역대 선수 최다 기록
| 구분                           | 대회명                                   | 날짜 및 장소                 | 기록                  | 내용                        |
| ------------------------------ | ---------------------------------------- | ---------------------------- | --------------------- | --------------------------- |
| 한 경기 선수 최다 득점         | 2019 신한은행 3x3 Triple Jam 4차 대회    | 2019.09.29 고양 스타필드     | 김지은(BNK 썸) 16득점 | BNK 썸(21) : 하나은행(13)   |
| 한 경기 선수 최다 2점슛 성공   | 2020 하나원큐 3x3 Triple Jam 프로 최강전 | 2020.11.08 하나 글로벌캠퍼스 | 이혜미(신한은행) 6개  | 신한은행(22) : KB스타즈(16) |
| 한 경기 선수 최다 2점슛 성공   | 2019 신한은행 3x3 Triple Jam 4차 대회    | 2019.09.29 고양 스타필드     | 김지은(BNK 썸) 6개    | BNK 썸(21) : 하나은행(13)   |
| 한 경기 선수 최다 2점슛 성공   | 2019 WKBL 3x3 Triple Jam 1차 대회        | 2019.05.26 하남 스타필드     | 최규희(우리은행) 6개  | 우리은행(21) : 켈미(13)     |
| 한 경기 선수 최다 2점슛 성공   | 2019 WKBL 3x3 Triple Jam 1차 대회        | 2019.05.25 하남 스타필드     | 이소희(BNK 썸) 6개    | BNK 썸(22) : 켈미(20)       |
| 한 경기 선수 최다 어시스트     | 2018 WKBL Challenge with Korea 3x3       | 2018.10.13 고양 스타필드     | 안혜지(KDB생명) 10개  | KDB생명(19): 세카이에(15)   |
| 한 경기 선수 최다 리바운드     | 2020 하나원큐 3x3 Triple Jam 1차 대회    | 2020.06.20 하나 글로벌캠퍼스 | 김연희(신한은행) 14개 | 신한은행(16) : 삼성생명(15) |
| 한 경기 선수 최다 리바운드     | 2019 신한은행 3x3 Triple Jam 4차 대회    | 2019.09.29 고양 스타필드     | 홍소리(BNK 썸) 14개   | BNK 썸(21) : 하나은행(13)   |
| 한 경기 선수 최다 리바운드     | 2019 신한은행 3x3 Triple Jam 3차 대회    | 2019.08.04 하남 스타필드     | 한엄지(신한은행) 14개 | 신한은행(22) : 우리은행(11) |
| 한 경기 선수 최다 블록         | 2020 하나원큐 3x3 Triple Jam 1차 대회    | 2020.06.20 하나 글로벌캠퍼스 | 이수정(삼성생명) 4개  | 신한은행(16) : 삼성생명(15) |
| 한 경기 선수 최다 블록         | 2019 신한은행 3x3 Triple Jam 2차 대회    | 2019.07.20 하남 스타필드     | 이종애(켈미) 4개      | 켈미(17) : 신한은행(14)     |
| 2점슛 콘테스트 최다 2점슛 성공 | 2019 신한은행 3x3 Triple Jam 2차 대회    | 2019.07.21 하남 스타필드     | 김경희(켈미) 14개     | 14개 성공 / 15개 93.3%      |

* 2017년 대회 공식기록 미집계로 인해 제외

## 역대 팀 최다 기록
| 구분                         | 대회명                                   | 날짜 및 장소                 | 기록                                 | 내용                        |
| ---------------------------- | ---------------------------------------- | ---------------------------- | ------------------------------------ | --------------------------- |
| 한 경기 팀 최다 득점         | 2020 하나원큐 3x3 Triple Jam 프로 최강전 | 2020.11.08 하나 글로벌캠퍼스 | 하나원큐 22점                        | 하나원큐(22) : 우리은행(6)  |
| 한 경기 팀 최다 득점         | 2020 하나원큐 3x3 Triple Jam 프로 최강전 | 2020.11.08 하나 글로벌캠퍼스 | 신한은행 22점                        | 신한은행(22) : KB스타즈(16) |
| 한 경기 팀 최다 득점         | 2020 하나원큐 3x3 Triple Jam 2차 대회    | 2020.07.26 하나 글로벌캠퍼스 | BNK 썸 22점                          | BNK 썸(22) : 대구시청(12)   |
| 한 경기 팀 최다 득점         | 2019 신한은행 3x3 Triple Jam 4차 대회    | 2019.09.28 고양 스타필드     | KB스타즈 22점                        | KB스타즈(22) : BNK 썸(13)   |
| 한 경기 팀 최다 득점         | 2019 신한은행 3x3 Triple Jam 3차 대회    | 2019.08.04 하남 스타필드     | 신한은행 22점                        | 신한은행(22) : 우리은행(11) |
| 한 경기 팀 최다 득점         | 2019 신한은행 3x3 Triple Jam 1차 대회    | 2019.05.25 하남 스타필드     | BNK 썸 22점                          | BNK 썸(22) : 켈미(20)       |
| 한 경기 팀 최다 득점         | 2018 WKBL Challenge with Korea 3x3       | 2018.10.13 고양 스타필드     | KDB생명 22점                         | KDB생명(22) : 웨이샤오(17)  |
| 한 경기 팀 최다 2점슛 성공   | 2019 신한은행 3x3 Triple Jam 2차 대회    | 2019.07.20 하남 스타필드     | 삼성생명 9개                         | 삼성생명(21) : 켈미(11)     |
| 한 경기 팀 최다 2점슛 성공   | 2019 신한은행 3x3 Triple Jam 1차 대회    | 2019.05.25 하남 스타필드     | BNK 썸 9개                           | BNK 썸(22) : 켈미(10)       |
| 한 경기 팀 최고 2점슛 성공률 | 2020 하나원큐 3x3 Triple Jam 프로 최강전 | 2020.11.08 하나 글로벌캠퍼스 | 하나원큐 66.7% (4개 성공 / 6개 시도) | 하나원큐(21) : 삼성생명(7)  |
| 한 경기 팀 최고 2점슛 성공률 | 2019 신한은행 3x3 Triple Jam 2차 대회    | 2019.07.20 하남 스타필드     | 이온워터 66.7% (6개 성공 / 9개 시도) | 이온워터(21) : BNK 썸(15)   |
| 한 경기 팀 최고 2점슛 성공률 | 2018 WKBL Challenge with Korea 3x3       | 2018.10.13 고양 스타필드     | 삼성생명 66.7% (2개 성공 / 3개 시도) | 세카이에(19) : 삼성생명(15) |
| 한 경기 팀 최다 어시스트     | 2020 하나원큐 3x3 Triple Jam 2차 대회    | 2020.07.25 하나 글로벌캠퍼스 | 삼성생명 10개                        | 삼성생명(18) : 신한은행(8)  |
| 한 경기 팀 최다 어시스트     | 2018 WKBL Challenge with Korea 3x3       | 2018.10.13 고양 스타필드     | KDB생명 10개                         | KDB생명(10) : 세카이에(15)  |
| 한 경기 팀 최다 리바운드     | 2019 신한은행 3x3 Triple Jam 4차 대회    | 2019.09.28 고양 스타필드     | 뉴질랜드 29개                        | KB스타즈(8) : 뉴질랜드(14)  |
| 한 경기 팀 최다 블록         | 2020 하나원큐 3x3 Triple Jam 2차 대회    | 2020.07.25 하나 글로벌캠퍼스 | KB스타즈 6개                         | KB스타즈(19) : XION(12)     |

* 2017년 대회 공식기록 미집계로 인해 제외

## 구단별 우승 횟수
| 팀                     | 우승 | 준우승 |
| ---------------------- | ---- | ------ |
| 부천 하나원큐          | 4    | 2      |
| 용인 삼성생명 블루밍스 | 3    | 2      |
| 부산 BNK 썸            | 2    | 2      |
| 아산 우리은행 우리WON  | 1    | 1      |
| 인천 신한은행 에스버드 | 1    | 1      |
| 리작                   | 1    | 0      |
| 청주 KB 스타즈         | 0    | 2      |
| 도쿄다임               | 0    | 1      |
| 대구시청               | 0    | 1      |

## 같이 보기
- 박신자컵 서머리그
- WKBL 퓨처스리그